# Rachel Buehler
Rachel Marie Bühler (Del Mar, 26 de agosto de 1985) é uma futebolista estadunidense que faz parte da seleção de futebol feminino de seu país.
Desempenhou papéis em várias equipes nacionais jovens dos Estados Unidos e foi da equipe que ficou em primeiro lugar no mundial sub-20 de 2002 no Canadá e em terceiro lugar no mundial sub-20 de 2004 na Tailândia. Ingressou na equipe nacional em julho de 2006 e estreou no time em março de 2008 durante a Taça do Algarve em Portugal. Foi convocada para seleção olímpica em 23 de junho de 2008 e atuou em um jogo em Pequim 2008.